# Collezione Rosini Gutman
La Collezione Rosini Gutman è una collezione d'arte moderna e contemporanea di Riccione, in provincia di Rimini e Repubblica di San Marino dove attualmente vive e lavora il fondatore Gianfranco Rosini.
Tra le collezioni più importanti si annoverano quelle dedicate ad Amedeo Modigliani, Andy Warhol e la raccolta “Dal Futurismo alla Virtual Art”.
Inoltre la Rosini Gutman Collection comprende oggi opere e collezioni di artisti nazionali ed internazionali quali: Giacomo Balla, Joseph Beuys, Massimo Campigli, Filippo De Pisis, Fortunato Depero, Mario Giacomelli, Giovanni Gurioli, Niki de Saint Phalle, Renato Guttuso, Antonio Ligabue, Roy Lichtenstein, Marco Lodola, Man Ray, Yves Klein, Mark Kostabi, Fathi Hassan, Francesco Messina, Pablo Picasso, Ottone Rosai, Gino Severini, Alberto Sughi, Mario Schifano, Gianluigi Toccafondo, Mario Tozzi, William Zanca, Ilaria Rezzi,  oltre a molti altri maestri del Novecento e artisti contemporanei.

## Storia e sviluppo
La Collezione Rosini Gutman nasce nel 1999 dall’incontro spirituale ed affettivo tra Gianfranco Rosini e Delilah Gutman, che nel 2001 si uniscono in matrimonio.
Gianfranco Rosini, direttore delle collezioni d’Arte di famiglia, è attualmente l’unico tra i Rosini a raccogliere l’esperienza e la tradizione di una famiglia di galleristi e mercanti d’arte.
Tra le collezioni più importanti da lui gestite si annoverano quelle dedicate ad Amedeo Modigliani, Andy Warhol e la raccolta “Dal Futurismo alla Virtual Art”.
La Andy Warhol Collection comprende una delle più vaste ed importanti antologiche dell’intramontabile artista tra i fondatori della Pop Art. 
Si tratta di oltre 150 pezzi tra multipli ed opere uniche che tracciano gran parte dell’intero percorso artistico ed iconografico dell’artista dal 1957 al 1987, narrando una visione antologica attraverso i suoi soggetti più noti: dal Gold Book – realizzato da Warhol in occasione della sua prima mostra personale di successo presso la Bodley Gallery di New York – e Wild Raspberries, ad alcuni dei soggetti più famosi degli anni Sessanta e anni Settanta fra cui Flowers, Mao, Marilyn, Mick Jagger, Liza Minnelli, Joseph Beuys, Liz Taylor. Oltre ai soggetti più noti, la collezione presenta opere inedite come gli Space Fruits – di cui Warhol stesso descrive la realizzazione nei suoi diari, a dieci anni dall’attentato subito, parlandone come l’inizio della sua rinascita emotiva ed artistica – e le serie di Dollars, Fish, Candy Box, Kiku, oltre a molti memorabilia firmati: Cover, Interview, Dress e Campbell's Soup Box, fondamentali per comprendere il suo percorso artistico.
La Rosini Gutman Collection dona con le opere di Andy Warhol uno sguardo alternativo rispetto alle grandi collezioni dedicate all'artista, focalizzando l’attenzione sulle opere che rappresentano la parte più intima, per affinità, e più vicina, per estetica, alle sue radici europee, sia dal punto di vista intellettuale che da quello artistico. Tale visione si esprime attraverso un’attenta scelta delle opere che dipinge la completezza e la sensibilità estetica ed artistica di Andy Warhol. 
Negli ultimi anni la Andy Warhol Collection è stata esposta in numerose città in Italia e all’estero, come Andorra, Germania, Principato di Monaco, Repubblica di San Marino, Spagna, Svizzera, Taiwan e Thailandia.
La sezione dedicata ad Amedeo Modigliani è composta da opere dedicate alla musica e ai suoi affetti. Essa include tra le opere più importanti, sia dal punto di vista sentimentale che artistico, i ritratti di: Jeanne Hebuterne Modigliani, Hanka Zborowska, Renèe Kisling, Lunja Czestochova, Erik Satie, una bellissima “Testa di cariatide” – uno dei ritratti di Mariska Diederich – e due affascinanti nudini, entrambi seduti – uno di Mariska ed uno di Jeanne.
La Amedeo Modigliani Collection è stata esposta alla Biennale di Venezia, in numerose città italiane – quali Ascoli Piceno, Cagliari, Caserta, Catania, Domodossola, Forlì, Riccione, Roma – e all’estero – Lugano, Monte Carlo, Mosca, Praga e Kaohsiung (Taiwan).
Oltre alla Andy Warhol Collection, la Amedeo Modigliani Collection e la raccolta denominata dal Futurismo alla Virtual Art, la Rosini Gutman Collection comprende oggi opere e collezioni di artisti nazionali ed internazionali quali: Franco Angeli, Giacomo Balla, Joseph Beuys, Massimo Campigli, Filippo De Pisis, Fortunato Depero, Tano Festa, Lucio Fontana, Mario Giacomelli, Giovanni Gurioli, Niki de Saint Phalle, Renato Guttuso, Roy Lichtenstein, Marco Lodola, Man Ray, Robert Rauschemberg, Yves Kline, Steve Kaufman, Mark Kostabi, Fathi Hassan, Francesco Messina, Pablo Picasso, Ottone Rosai, Gino Severini, Alberto Sughi, Mario Schifano, Gianluigi Toccafondo, Mario Tozzi, oltre a molti altri Maestri del Novecento e artisti contemporanei.
La Rosini Gutman Collection ha sostenuto la Rosini Gutman Foundation nel progetto internazionale “ReStArt – Human Art Shield” che è stato presentato alle celebrazioni del 20º anniversario della Asian Europe Meeting (ASEM) al Palazzo di vetro dell’ONU di New York nel Giugno 2016 sotto l’egida della European Union Association e dell’ASEM UN NGO Network’s. "ReStArt – Human Art Shield" è stato premiato con “The Spirit of Eurasia” Award.

## Mostre ed eventi
-2025 
Andy Warhol – LOVE POP – Icons and 
Masterpieces
Belluno (BL) Italia 
- 2024 
Viaggio nella Pop Art - un nuovo modo di Amare le Cose
Centro Culturale Ex Vaccheria
Roma Eur, Italia

Andy Warhol Influencer
Mondovì (CN)
- 2023
Dal Futurismo all'arte Virtuale
Centro Culturale Ex Vaccheria
Roma Eur, Italia
-2022
Andy Warhol - Flesh
Solo Exhibition / Mostra Personale
Centro Culturale Ex Vaccheria
Roma Eur, Italia
- 2021
Warhol e Schifano tra Pop Art e Classicismo
IMAGO Museum Pescara
-2020
Andy Warhol Pop Art
River City Bangkok, Tailandia
- 2019
Andy Warhol Pop Art
Chang Kaishek Memorial Hall, Taipei, Taiwan
- 2016
Andy Warhol- Steve Kaufman: “Forever”
Collective Exhibition / Mostra Collettiva
Stadtsparkasse
Dusseldorf, Germania
Andy Warhol è Noto: Il Barocco Immaginario
Solo Exhibition / Mostra Personale
Ex Convitto Ragusa
Noto (SR), Italia
Andy Warhol – Deeply Superficial
Solo Exhibition / Mostra Personale
OreaMalià
Bologna, Italia
Andy Warhol – Dall’Apparenza alla trascendenza
Solo Exhibition / Mostra Personale
Centro Saint Bènin
Aosta, Italia
POP ART Gli Anni ’80 – Irriverenza – Indecenza – Innocenza
Collective Exhibition / Mostra Collettiva
Orea Malià
Bologna, Italia
Andy Warhol
Solo Exhibition / Mostra Personale
Palazzo dei Capitani
Ascoli Piceno, Italia
Andy Warhol, La Moda
Solo Exhibition / Mostra Personale
Maison Glamour
Bologna, Italia
Pop Art, gli anni ’80
Collective Exhibition / Mostra Collettiva
Porto Santo Caffe
Cattolica (RN), Italia
Pop Art, gli anni ’80
Collective Exhibition / Mostra Collettiva
Piazza Dante
Giulianova (TE), Italia
Pop Art, gli anni ’80
Collective Exhibition / Mostra Collettiva
Cantieri Navali Della Pasqua DC
Marina di Ravenna (RA), Italia
Da Modigliani a Warhol
Collective Exhibition / Mostra Collettiva
Arte Padova
-2015
Andy Warhol “Forever”
Solo Exhibition / Mostra Personale
Galleria Comunale di Arte Contemporanea
Arezzo, Italia
Dal Futurismo alla Street Art
Collective Exhibition / Mostra Collettiva
Le Trottoir
Milano, Italia
- 2014
Cracking Art: Regeneration
Collective Exhibition / Mostra Collettiva
Orea Malià
Bologna, Italia
-2013
Andy Warhol “Inever read, I just look at pictures
Solo Exhibition / Mostra Personale
Pinacoteca Comunale
Città di Castello (PG), Italia
-2009
Andy Warhol
Solo Exhibition / Mostra Personale
Chiang Kai Shek Memorial Hall
Taipei, Taiwan
Andy Warhol
Solo Exhibition / Mostra Personale
Kaohsiung Fine Arts Museum
Khaosiung, Taiwan
Andy Warhol
Solo Exhibition / Mostra Personale
Palazzo SUMS
Repubblica di San Marino
Andy Warhol in the City
Solo Exhibition / Mostra Personale
Centro Servizi Camerali Galeazzo Alessi
Perugia, Italia
Amedeo Modigliani e Andy Warhol
Solo Exhibition / Mostra Personale
Poltrona Frau
Bologna, Italia
Collettiva
Collective Exhibition / Mostra Collettiva
Spazio Dolce Vita
Arezzo, Italia
-2008
Amedeo Modigliani. La Vita e il Genio
Solo Exhibition / Mostra Personale
con / with Modigliani Institut
Villa Franceschi
Riccione (Rn), Italia
Andy Warhol & Amedeo Modigliani
Collective Exhibition / Mostra Collettiva
Luxury Yacht Riccione (Rn), Italia
Andy Warhol & Amedeo Modigliani
Collective Exhibition / Mostra Collettiva
Luxury Yacht
Porto Cervo (OT), Italia
Maestri del ‘900, da Modigliani a Warhol
Collective Exhibition / Mostra Collettiva
Sala Espositiva Ex-Anagrafe
Loreto (AN), Italia
-2007
Andy Warhol
Solo Exhibition / Mostra Personale
Museo d’Arte Moderna Vittorio Colonna
Pescara, Italia
Andy Warhol
Solo Exhibition / Mostra Personale
Piazza Dante
Giulianova (TE), Italia
Andy Warhol
Solo Exhibition / Mostra Personale
Museo d’Arte Moderna Vittorio Colonna
Pescara, Italia
Andy Warhol
Solo Exhibition / Mostra Personale
Piazza Dante
Giulianova (TE), Italia
Happy Birthday Andy
Solo Exhibition / Mostra Personale
Villa Mussolini
Riccione (Rn), Italia
Andy Warhol
Solo Exhibition / Mostra Personale
Villa Mussolini
Riccione (Rn), Italia
- 2006
Andy Warhol
Solo Exhibition / Mostra Personale
Sala d’Exposicions del Govern d’Andorra
Andorra La Vella, Andorra
Andy Warhol
Solo Exhibition / Mostra Personale
Museu Diocesà Catedral de Nuestra Señora de la Almudena
Barcellona, Spagna
Andy Warhol
Solo Exhibition / Mostra Personale
Sala de Exposiciones Museisticas Cajasur
Cordoba, Spagna
Time boxes Andy Warhol
Solo Exhibition / Mostra Personale
Salone degli Incanti (ex-Pescheria)
Trieste, Italia
Andy Warhol
Solo Exhibition / Mostra Personale
Museo es Baluard
Palma de Mallorca, Spagna
-2005
La filosofia dell’estetica - Andy Warhol
Solo Exhibition / Mostra Personale
Antichi Magazzini del Sale
Cervia (Ra), Italia
La filosofia dell’estetica - Andy Warhol
Solo Exhibition / Mostra Personale
Palazzo del Comune
Cesena (FO), Italia
La filosofia dell’estetica - Andy Warhol
Solo Exhibition / Mostra Personale
Palazzo Racani Arroni
Spoleto, Italia
La filosofia dell’estetica- Andy Warhol
Solo Exhibition / Mostra Personale
Antico Castello sul mare
Rapallo (GE), Italia
Anticamera con Andy Warhol - Dino Pedriali
Solo Exhibition / Mostra Personale
Palazzo del Comune
Cesena (FO), Italia
Anticamera con Andy Warhol - Dino Pedriali
Solo Exhibition / Mostra Personale
Palazzo Racani Arroni
Spoleto, Italia
Anticamera con Andy Warhol - Dino Pedriali
Solo Exhibition / Mostra Personale
Antico Castello sul mare
Rapallo (Ge), Italia
New Alliance - Mark Kostabi
Solo Exhibition / Mostra Personale
Palazzo Racani Arroni
Spoleto, Italia
-2004
Collettiva
Collective Exhibition / Mostra Collettiva
Salone delle Fiere
Lugano, Svizzera
-2003
Collettiva
Collective Exhibition / Mostra Collettiva
Monte Carlo, Monaco
Maestri del ‘900 Italiano
Collective Exhibition / Mostra Collettiva
Galleria Rosini
Riccione (Rn), Italia
Mario Giacomelli
Mostra Personale / Solo Exhibition
Galleria Rosini
Riccione (Rn), Italia
Fathi Hassan
Mostra Personale / Solo Exhibition
Galleria Rosini
Riccione (RN), Italia
Giovanni Gurioli
Solo Exhibition / Mostra Personale
Galleria Rosini
Riccione (RN), Italia
- 2002
Opening
Collective Exhibition / Mostra Collettiva
Galleria Rosini & Spazio RM12
Rimini, Italia
Prime pagine -  Giovanni Lombardini
Solo Exhibition / Mostra Personale
Galleria Rosini & Spazio RM12
Rimini, Italia
Il tesoro di Gino De Dominicis
Solo Exhibition / Mostra Personale
Galleria Rosini & Spazio RM12
Rimini, Italia
Master pieces
Collective Exhibition / Mostra Collettiva
Museo dell’arredo contemporaneo
Ravenna, Italia
Maman Africa - Aissi Genevieve
Solo Exhibition / Mostra Personale
Galleria Rosini & Spazio RM12
Rimini, Italia
Private Collection - Mark Kostabi
Solo Exhibition / Mostra Personale
Galleria Rosini & Spazio RM12
Rimini, Italia
Friscura - Angelo Borgese
Solo Exhibition / Mostra Personale
Galleria Rosini & Spazio RM12
Rimini, Italia
La sostanza dell’Anima - Fathi Hassan
Solo Exhibition / Mostra Personale
Galleria Rosini & Spazio RM12
Rimini, Italia
Solvet et Coagula - Massimo Pulini
Solo Exhibition / Mostra Personale
Galleria Rosini & Spazio RM12
Rimini, Italia
Rimini- Gianluigi Toccafondo
Solo Exhibition / Mostra Personale
Galleria Rosini & Spazio RM12
Rimini, Italia
Photo grafie - Carmine Stellaccio
Solo Exhibition / Mostra Personale
Galleria Rosini & Spazio RM12
Rimini, Italia
Giochi di luce-light games
Collective Exhibition / Mostra Collettiva
Galleria Rosini & Spazio RM12
Rimini, Italia
Rime - Giovanni Lombardini
Solo Exhibition / Mostra Personale
Galleria Rosini & Spazio RM12
Riccione, Rimini, Italia
Energia Contemporanea - Giovanni Lombardini
Solo Exhibition / Mostra Personale
Galleria Rosini
Riccione, Forlì, Italia
-2001
Cracking Art Group – S.O.S Natura allarme rosso
Collective Exhibition / Mostra Collettiva
Galleria Rosini e Viale Ceccarini Riccione (Rn), Italia
Distorted Mirror - Mark Kostabi
Solo Exhibition / Mostra Personale
Galleria Rosini e Castello degli Agolanti Riccione (Rn), Italia
Teatro dei misteri - Angelo Borgese
Solo Exhibition / Mostra Personale
Galleria Rosini e Castello degli Agolanti
Riccione (RN), Italia
Happy Days - Mario Schifano
Solo Exhibition / Mostra Personale
Galleria Rosini e Castello degli Agolanti
Riccione (Rn), Italia
Omaggio a Michelangelo - Tano Festa
Solo Exhibition / Mostra Personale
Galleria Rosini
Riccione (RN), Italia
Le tracce del tempo
Collective Exhibition / Mostra Collettiva
Galleria Rosini
Riccione (RN), Italia
110 e Lode
Collective Exhibition / Mostra Collettiva
Rocca Malatestiana
Montefiore Conca (RN), Italia
Archifellini, il corpo, gli interni, la città
Federico Fellini
Solo Exhibition / Mostra Personale
Galleria Rosini & Spazio RM12
Rimini, Italia